# (155948) Maquet
(155948) Maquet est un astéroïde de la ceinture principale.

## Description
(155948) Maquet est un astéroïde de la ceinture principale. Il fut découvert le 21 août 2001 au Pic du Midi par l'observatoire du Pic du Midi. Il présente une orbite caractérisée par un demi-grand axe de 2,25 UA, une excentricité de 0,10 et une inclinaison de 4,4° par rapport à l'écliptique.

## Compléments